# Diocesi di Mbalmayo
La diocesi di Mbalmayo (in latino Dioecesis Mbalmayoensis) è una sede della Chiesa cattolica in Camerun suffraganea dell'arcidiocesi di Yaoundé. Nel 2023 contava 298.014 battezzati su 516.942 abitanti. È retta dal vescovo Joseph Marie Ndi-Okalla.

## Territorio
La diocesi comprende i dipartimenti di Nyong e Mfoumou e Nyong e So'o nella regione del Centro in Camerun.
Sede vescovile è la città di Mbalmayo, dove si trova la cattedrale del Santo Rosario.
Il territorio è suddiviso in 98 parrocchie.

## Storia
La diocesi è stata eretta il 24 giugno 1961 con la bolla Quemadmodum ex arbore di papa Giovanni XXIII, ricavandone il territorio dall'arcidiocesi di Yaoundé.

## Cronotassi dei vescovi
Si omettono i periodi di sede vacante non superiori ai 2 anni o non storicamente accertati.
- Paul Etoga † (24 giugno 1961 - 7 marzo 1987 ritirato)
- Adalbert Ndzana (7 marzo 1987 succeduto - 27 dicembre 2016 ritirato)
- Joseph Marie Ndi-Okalla, dal 27 dicembre 2016

## Statistiche
La diocesi nel 2023 su una popolazione di 516.942 persone contava 298.014 battezzati, corrispondenti al 57,6% del totale.
| anno | popolazione | popolazione | popolazione | presbiteri | presbiteri | presbiteri | presbiteri                | diaconi | religiosi | religiosi | parrocchie |
| anno | battezzati  | totale      | %           | numero     | secolari   | regolari   | battezzati per presbitero | diaconi | uomini    | donne     | parrocchie |
| ---- | ----------- | ----------- | ----------- | ---------- | ---------- | ---------- | ------------------------- | ------- | --------- | --------- | ---------- |
| 1970 | 72.393      | 140.000     | 51,7        | 22         | 22         |            | 3.290                     |         |           |           | 24         |
| 1980 | 106.536     | 150.083     | 71,0        | 35         | 23         | 12         | 3.043                     |         | 14        | 45        | 24         |
| 1990 | 151.000     | 201.000     | 75,1        | 36         | 30         | 6          | 4.194                     |         | 12        | 54        | 27         |
| 1999 | 154.500     | 257.500     | 60,0        | 43         | 37         | 6          | 3.593                     |         | 23        | 45        | 27         |
| 2000 | 154.500     | 257.500     | 60,0        | 47         | 41         | 6          | 3.287                     |         | 23        | 45        | 27         |
| 2001 | 175.200     | 292.000     | 60,0        | 47         | 45         | 2          | 3.727                     |         | 6         | 45        | 33         |
| 2002 | 175.200     | 292.000     | 60,0        | 50         | 44         | 6          | 3.504                     |         | 31        | 37        | 62         |
| 2003 | 175.200     | 292.000     | 60,0        | 47         | 45         | 2          | 3.727                     |         | 9         | 37        | 60         |
| 2004 | 175.000     | 292.000     | 59,9        | 40         | 38         | 2          | 4.375                     |         | 7         | 26        | 60         |
| 2013 | 177.860     | 331.000     | 53,7        | 76         | 70         | 6          | 2.340                     |         | 38        | 38        | 85         |
| 2016 | 198.216     | 374.459     | 52,9        | 82         | 69         | 13         | 2.417                     |         | 52        | 35        | 97         |
| 2019 | 212.100     | 396.300     | 53,5        | 97         | 87         | 10         | 2.186                     |         | 55        | 40        | 92         |
| 2021 | 214.000     | 401.500     | 53,3        | 113        | 94         | 19         | 1.893                     |         | 66        | 37        | 96         |
| 2023 | 298.014     | 516.942     | 57,6        | 116        | 96         | 20         | 2.569                     |         | 72        | 38        | 98         |